# ミカエル・ジャレル
ミカエル・ジャレル（Michael Jarrell、1958年10月8日 - ）は、スイスの現代音楽の作曲家。

## 経歴
ジュネーヴで生れ、ジュネーヴ音楽院と後にフライブルクでクラウス・フーバーに学ぶ。彼の作品は多くのジャンルにまたがっているが、器楽作品をもっとも得意としている。1982年に作曲で最初の賞を取り、アカントス賞(1983年)、ボン市主催ベートーベン賞第三位(1986年)、マレスコッティ賞(1986年)、さらにガウデアムス国際作曲賞、ジーメンス若手作曲家奨励賞(1990年）を含む多くの賞を受賞した。1986年から1988年パリ国際芸術都市のレジデントとなりIRCAMのコンピューター・ミュージックのコースに参加した。次に、ローマのアカデミー・ド・フランセのヴィラ・メディチのレジデントとなり(1988-1989年)、続いて1989年から1990年にかけて在ローマ・スイス協会のメンバーを経て、リヨン交響楽団の専属作曲家となった(1991年10月-1993年6月)。1993年、ウィーン音楽大学の作曲の教授に任命された。1997年には初来日を果たしている。
2008年4月、彼はペンシルベニア大学のシグマ・ファイ・イプシロン友愛会のブラザーとなった。1996年、ルツェルン音楽祭の専属作曲家となり、2000年のムジカ・ノヴァ・ヘルシンキ音楽祭は彼に捧げられた。2001年、ザルツブルク音楽祭はピアノ協奏曲Abschiedを彼に委嘱した。同年、彼は芸術文化勲章シュバリエを受賞した。2004年、ジュネーヴ音楽院の作曲の教授に任命された。
2006年3月、ニューヨークのカーネギーホールで、彼の最初のオペラ「ガリレオ」が上演された。1994年に作曲された、しゃべるオペラであるCassandreが2008年6月にカリフォルニアのOjai音楽祭で上演された。その後も定期的に舞台作品の委嘱を受けている。

## 作風
初期の作品は、演奏家のヴィルトオジティを最優先した上質のエクリチュールを誇示していた。その後、ポストミニマルが流行をみせると、音列を32分音符のグリッドで千切りにした技法を用いるようになる。このパルセイションにさまざまなズレを与えて空間性を醸しだす音像つくりが評価され、数々の委嘱を得るほか、彼を頼って多くの留学生が門下生になるなど国際的な地位が向上する。その後、大編成の作品の委嘱が増えだすとラヴェルやドビュッシーを思わせるクラシカルな作風に傾斜する。
最近はエリザベート王妃国際音楽コンクールの課題曲にも2015年に採用されている。
全作品はアンリ・ルモワンヌ社から発売されている。

## 教育
1980年代から教育を重視しており、彼の弟子の国籍は多くの大陸にまたがっている。諸マスタークラスにも定期的に招かれている。いくつかの作曲賞で審査員を務めている。

## 主要作品

### 管弦楽
- ...aussi peu que les nuages... ヴァイオリンとオーケストラのための協奏曲（オリジナル作品は、2015年のエリザベート王妃国際音楽コンクールのヴァイオリン・セッション決勝戦で課せられた作品）
- ...Le ciel, tout à l'heure encore si limpide, soudain se trouble horriblement... オーケストラのための (2009年)
- ...Nachlese... III - Es bleibt eine zitternde Bebung... クラリネット、チェロとオーケストラのための (2007年)
- ...Ombres... オーケストラのための (2011年)
- ...Un long fracas somptueux de rapide céleste... 打楽器とオーケストラのための (1998年/2001年)
- ...Un temps de silence... フルートとオーケストラのための協奏曲 (2007年)
- ...prisme / incidences... ヴァイオリンとオーケストラのための (1998年)
- Abschied ピアノとオーケストラのための (2001年)
- Aquateinte オーボエとオーケストラのための協奏曲 (2016年)
- Congruences ミディフルート、オーボエとオーケストラのための (1988年)
- Conversions ハープと弦楽オーケストラのための (1988年)
- Des nuages et des brouillards ヴァイオリンとオーケストラのための (2016年)
- Emergences - Nachlese VI チェロとオーケストラのための (2012年)
- Emergences-Résurgences ヴィオラとオーケストラのための (2016年)
- From the Leaves of Shadow ヴィオラとオーケストラのための (1991年)
- Instantanés グランド・オーケストラのための (1985/1986年)
- Paysages avec figures absentes - Nachlese IV ヴァイオリンとオーケストラのための (2010年)
- Reflets ピアノとオーケストラのための (2014年)
- Sillages - Congruences II フルート、オーボエ、クラリネットとオーケストラのための (2005年/2009年)
- Spuren (Nachlese VII) 弦楽四重奏とオーケストラのための協奏曲 (2014年)
- Trois Études de Debussy オーケストレーション (1992年)[注釈 3]

### アンサンブル音楽
- ...prisme / incidences II... ヴァイオリンとアンサンブルのための (2002年)
- Abschied II ピアノとアンサンブルのための (2004年)
- Assonance V (...chaque jour n'est qu'une trêve entre deux nuits... ...chaque nuit n'est qu'une trêve entre deux jours...) チェロと4つの楽器グループのための (1990年)[注釈 4]
- Assonance VI オクテットのための (1991年)
- Bebung クラリネット、チェロとアンサンブルのための (1995年)
- Congruences ミディフルート、オーボエとアンサンブルのための (1989年)
- Droben Schmettert ein greller stein コントラバス、エレクトロニクス・アンサンブルのための (2001年)
- Essaims-Cribles バスクラリネットと器楽アンサンブルのための室内バレエ (1986年/1988年)
- La Chambre aux échos アンサンブルのための (2010年)
- Modifications ピアノと6つの楽器のための (1987年)
- Music for a While 器楽アンサンブルのための (1995年)
- Paysages avec figures absentes - Nachlese IV ヴァイオリンとアンサンブルのための (2009年)
- Résurgences サクソフォーンと器楽アンサンブルのための (1996年)
- Staub - Assonance IIIb 7人の音楽家とビデオのための (2009年)
- Verästelungen (Assonance Ic) アンサンブルのための (2016年)

### 室内楽
- ...in verästelten Gedanken... (Nachlese VIIb) 弦楽四重奏のための (2015年)
- ..more leaves... ヴィオラ、5つの楽器と電子機器のための (2000年)
- ...Nachlese... II ヴァイオリンとチェロのための (2007年)
- Assonance Ib クラリネット、ヴァイオリン、ヴィオラ、チェロのための (2014年)
- Assonance III バスクラリネット、チェロ、ピアノのための (1989年)
- Assonance VIIb - Rhizomes 2台のピアノ、2台のパーカッションとエレクトロニクスのための (1993年)
- Assonance VIII バスフルート/アンプ付きコントラバスと4人のパーカッション奏者のための (1999年)
- Aus Bebung クラリネットとチェロのための (1995年)
- Incipit 6つのパーカッションのための (2002年)
- Lied ohne Worte ヴァイオリン、チェロとピアノのための (2012年)
- M.P. / P.M. (Nachlese IIb) 2 つのクラリネットのための (2012年)
- Zeitfragmente 弦楽四重奏のための (1998年)

### ソリストの音楽
- ...mais les images restent... ピアノのための (2003年)
- ...some leaves... チェロのための (1999年)
- ...some leaves II...' ヴィオラのための (1998年)
- Assonance クラリネットのための (1983年)
- Assonance II バスクラリネットのための (1989年)
- Assonance IV ヴィオラ、チューバ、ライブエレクトロニクスのための (1990年)
- Assonance IVb ホルンのための (2009年)
- Assonance VII パーカッションのための (1992年)
- Dornröschen (Nachlese IVb) ヴァイオリンのための (2015年)
- Étude ピアノのための (2011年)
- Offrande ハープのための (2001年)
- Prisme ヴァイオリンのための (2001年)

### 声楽または合唱音楽
- ...car le pensé et l’être sont une même chose... 6声のソリストのための (2002年)
- ...denn alles muss in Nichts zerfallen... ナレーター、合唱団、アンサンブルのための (2005年)
- ...Denn dasselbe ist Erkennen und Sein... 6声と器楽アンサンブルのための (1999年)
- ...Nachlese... ソプラノと弦楽四重奏のための (2007年)
- ...d'ombres lointaines... ソプラノとグランド・オーケストラのための (1989年/1990年)
- Aber der wissende ソプラノとマリンバのための (1981年)
- Adtende, ubi albescit veritas バリトンとオーケストラのための (2013年)
- Cassandra (version anglaise de Cassandre) 女優、アンサンブル、エレクトロニクスのための (2006年)
- Cassandre 女優、アンサンブル、エレクトロニクスのための (1993年/1994年)
- Eco 声とピアノのための (1986年)
- Eco II 声と器楽アンサンブルのための (1988年-1989年)
- Eco IIb ソプラノと器楽アンサンブルのための (1993年)
- Eco III ソプラノとハープのための (1994年)
- Formes-Fragments 6声、金管と打楽器のための (1987年)
- Galilei 13人のソリスト、合唱団、オーケストラのための12場面のオペラ (2005年)
- Kassandra (version allemande de Cassandre) pour comédienne, ensemble instrumental et électronique (1996年)
- Le Père - Der Vater 俳優、ソプラノ、メゾ、アルト、6つのパーカッションとエレクトロニクスのための (2010年)
- Liederzyklus ソプラノとピアノのための (2011年)
- Mémoires 合唱団と器楽アンサンブルのための (1996年)
- Nachlese Vb (Liederzyklus) ソプラノとアンサンブルのための (2012年)
- Siegfried, nocturne バリトンとアンサンブルのための (2013年)
- Trace-Ecart ソプラノ、コントラルト、器楽アンサンブルのための (1984年)
- Trei II ソプラノと5つの楽器のための (1982年/1983年)
- Wolken 児童合唱団とパーカッションのための (1996年)
- Bérénice ジャン・ラシーヌによる悲劇の後のオペラ (2018年)

## ディスコグラフィ

### ソロ・アルバム
- Solos : …some leaves II…, Offrande, Assonance, Assonance VII, Prismes - Christophe Desjardins (alto), Frédérique Cambreling (harpe), Paul Meyer (clarinette), Florent Jodelet (percussion), Hae-Sun Kang (violon) (2001 et 2004, Æon AECD 0101) OCLC 811450882
- Trei II - Modifications - Eco - Trace-Ecart - Ensemble Contrechamps : Charlotte Hoffmann, Rosemary Hardy et Sharon Cooper (sopranos) ; Claude Helffer et Sébastien Risler (pianos), dir. G. Bernasconi (1988, Accord 461 764-2) OCLC 884436503
- « Chaque jour n’est qu’une trêve entre deux nuits », Rhizomes, Assonance IV, Congruences - Ensemble Intercontemporain, dir. Peter Eötvös (1991/1993, Musidisc/Accord 465 309-2) OCLC 183094854
- Music for a While, Formes-Fragments IIb, ...car le pensé et l'être sont une même chose, Essaims, Cribles - Ensemble Klangforum Wien, Neue vocalsolisten Struttgart, Ernesto Molinari, Emilio Pomárico (11 juin 2004P, Æon AECD 0531) OCLC 423622773
- Eco : Assonance III - Eco IIb - Aus bebung - Trei II, Essaims, cribles - Ensemble Accroche Note, dir. Jean-Philippe Wurtz (2005, Accord 476 7196) OCLC 658970952